# Volta ao Algarve de 1991
A 17.ª edição da Volta ao Algarve teve lugar em 1991.
Esta volta foi aquela da surpresa e dos arrependimentos para Pedro Silva, que apesar de quatro vitórias de etapas, não ganha esta vigésima edição da Volta ao Algarve.

## Generalidad(e)
A velocidade média deste tour é de ? km h.

## As etapas
| Etapa     | Localidades | Km | Vencedor                | Segundo | Terceiro | Duração       | Velocidade média do vencedor (km h) | Líder da geral          |
| 1.ª etapa | ?           | ?  | Pedro Silva,            | ?       | ?        | ? h ? min ? s | ?                                   | Pedro Silva,            |
| 2.ª etapa | ?           | ?  | Pedro Silva,            | ?       | ?        | ? h ? min ? s | ?                                   | Pedro Silva,            |
| 3.ª etapa | ?           | ?  | Joaquim Gomes,          | ?       | ?        | ? h ? min ? s | ?                                   | ?                       |
| 4.ª etapa | ?           | ?  | Pedro Silva,            | ?       | ?        | ? h ? min ? s | ?                                   | ?                       |
| 5.ª etapa | ?           | ?  | Joaquim Adrego Andrade, | ?       | ?        | ? h ? min ? s | ?                                   | ?                       |
| 6.ª etapa | ?           | ?  | Pedro Silva,            | ?       | ?        | ? h ? min ? s | ?                                   | Joaquim Adrego Andrade, |

## Classificação geral
| \| 1. Joaquim Adrego Andrade, \| ? h ? min ? s \| \| \| \| 2. ? \| a ? h ? min ? s \| \| \| \| 3. Manuel Correia, \| a ? h ? min ? s \| \| \| \| 4. ? \| a ? h ? min ? s \| \| \| |                 |  |  |
| 1. Joaquim Adrego Andrade, | ? h ? min ? s   |  |  |
| 2. ? | a ? h ? min ? s |  |  |
| 3. Manuel Correia, | a ? h ? min ? s |  |  |
| 4. ? | a ? h ? min ? s |  |  |

## Classificações secundárias
| Classificação por pontos          | Pedro Silva,              |
| Classificação do melhor escalador | Amilcar Neves,            |
| Classificação da melhor equipa    | Tensai-Mundial Confiança, |

## Lista das equipas
| Sicasal-Acral            | Ruquita-Philips-Feirense | Calbrita-Lousa |
|                          |                          |                |
| Tensai-Mundial Confiança | Recer/Boavista           |                |
|                          |                          |                |
|                          |                          |                |